# Agatha Harkness (cómic)
Agatha Harkness es un personaje ficticio que aparece en los cómics estadounidenses publicados por Marvel Comics. Creada por el escritor Stan Lee y el artista Jack Kirby, el personaje apareció por primera vez en Fantastic Four #94 (octubre de 1969).Agatha Harkness es una poderosa bruja y una de las brujas originales de los juicios de brujas de Salem.El personaje debutó como la institutriz de Franklin Richards y como aliada de Los 4 Fantásticos.Ella entrenó a la Bruja Escarlata / Wanda Maximoff en el arte de la magia.Ella es la madre del supervillano Nicholas Scratch. Agatha Harkness también ha sido miembro de las Hijas de la Libertad.Inicialmente una mujer mayor, logró volverse joven nuevamente y aumentó su fuerza.
Agatha Harkness es interpretada en el Universo Cinematográfico de Marvel por Kathryn Hahn en las series de Disney+ WandaVision (2021) siendo la villana de la Bruja Escarlata y Visión y protagonizando su propia miniserie spin-off Agatha All Along (2024).

## Historia de publicación
Agatha Harkness debutó en Fantastic Four #94 (octubre de 1969), creado por Stan Lee y Jack Kirby.Apareció en la historia Avengers Disassembled,la serie Midnight Suns de 2022,y la serie Scarlet Witch Annual de 2023.

## Biografía ficticia

### Origen
A fines del siglo XVII, Harkness se había establecido en la colonia inglesa de Salem, Massachusetts. Formó su propio aquelarre de brujas con la esperanza de practicar libremente la magia en el Nuevo Mundo, pero su grupo fue perseguido durante lo que se conoció como los Juicios de Salem.
Agatha y las brujas que la acompañaban construyeron la ciudad de New Salem, donde prosperaron lejos de los problemas de la humanidad. Harkness se casó y dio a luz a un hijo, Nicholas Scratch, pero finalmente decidió abandonar la ciudad.
A finales del siglo XVIII, durante la guerra civil estadounidense, Harkness se unió a las Hijas de la Libertad, un grupo de mujeres que luchan por la justicia en el nuevo mundo. Usó sus siglos de conocimiento para entrenarlas en las artes místicas.

### Década de 1970
En algún momento luego de lo sucedido, Agatha se presentó por primera vez como institutriz de Franklin Richards. Se defendió fácilmente de Los 4 Terribles cuando vinieron a secuestrar a Franklin, y admitió ante Los 4 Fantásticos que era una bruja. Luego ayudó a los icos en la batalla contra Annihilus.
A través de las acciones de su hijo Nicholas Scratch, se reveló que era miembro de New Salem, Colorado, una colonia de brujas previamente desconocida de la que había sido la líder. Scratch había tomado el control de la ciudad y convenció a sus habitantes de que Agatha había traicionado los secretos de la comunidad al trabajar para los 4 Fantásticos. Entonces la secuestraron y la llevaron de regreso a la comunidad con Franklin para que pudiera ser juzgada. Los 4 Fantásticos la siguieron y entraron en conflicto con los Siete de Salem, los nietos de Agatha que fueron engendrados por Scratch. Los 4 Fantásticos los derrotaron y liberaron a Agatha. En el proceso, la maldad de Scratch se reveló a la comunidad de New Salem y fue desterrado a otra dimensión.
Agatha se convirtió en la tutora mágica de la Bruja Escarlata en el uso de la brujería.
Scratch y los Siete de Salem regresaron y Agatha frustró su intento de conquistar el mundo.

### Década de 1980
Finalmente, los Siete de Salem se hicieron cargo de la comunidad de New Salem nuevamente. Capturaron a Agatha y la mataron quemándola en la hoguera, aunque Agatha pronto le hizo saber su presencia a Wanda en lo que parecía ser una forma astral posterior a la muerte. En la batalla siguiente entre la Bruja Escarlata y los Siete de Salem, las energías de toda la comunidad fueron atraídas hacia Vertigo de los Siete, quien perdió el control sobre ellos. Wanda logró capturar parte de la energía y canalizarla, pero toda la ciudad aún estaba diezmada. Siguiendo las pistas de la forma astral de Agatha, Wanda canalizó la energía restante para quedar embarazada de los hijos de su esposo, Visión.
Más tarde, Agatha resurgió sana y viva, cuando los niños pequeños de Wanda comenzaron a exhibir un comportamiento extraño (desapareciendo por breves períodos de tiempo) y Wanda se volvió inestable tras el desmantelamiento de su esposo; Agatha no dio ninguna explicación sobre su regreso. Después de que Mephisto afirmó que los hijos de Bruja Escarlata eran en realidad fragmentos de su propia alma y los reabsorbe, Agatha borró brevemente los recuerdos que Wanda tenía de sus hijos en un intento por ayudarla a lidiar con el trauma. Agatha más tarde restauró esos recuerdos, cuando Wanda se convirtió en el peón de una trama compleja planeada por Immortus. Agatha ayudó a Los Vengadores en su batalla contra Immortus.

### Década de 2000

#### "Avengers Disassembled"
En una secuencia durante la historia de Avengers Disassembled, Wanda nuevamente sin recordar a sus hijos, confrontó enojada a Agatha por saber sobre su existencia. Al final de ese número (que ocurrió algún tiempo después de la confrontación de Wanda y Agatha), Nick Fury de S.H.I.E.L.D. encontró lo que parecía ser el cadáver de Agatha en su casa y concluyó que Agatha había estado muerta durante mucho tiempo.Algún tiempo después, una Wanda parcialmente amnésica dice a Clint Barton que está bajo el cuidado de su "tía Agatha" en un pequeño apartamento. Sin embargo, se reveló más tarde que es un Doombot y la verdadera Wanda fue reemplazada en algún momento.

#### Vida fantasma
Desde entonces, Agatha ha dado a conocer su presencia en All-New, All-Different Marvel como un fantasma. Se le aparece a Wanda y le confirma su muerte a manos de su protegida.También sirve simultáneamente como narradora omnisciente del título en solitario de Visión, habiendo inducido visiones precognitivas a través de rituales arcanos que involucran el asesinato de Ebony en algún momento indeterminado antes de su muerte.Agatha lucha junto a Wanda y el espíritu de su madre biológica, Natalya Maximoff, contra una manifestación física del Caos que intenta destruir la brujería. Los dos espíritus canalizan su magia a través de Wanda y, después de que Quicksilver es convocado, logran derrotar al ser de una vez por todas, aunque esto ha herido gravemente a Order, la diosa de la brujería. Natalya se sacrifica para restaurar el orden y, al hacerlo, también devuelve a Agatha a la vida. A pesar de notar que los caminos de ella y Wanda están entrelazados, Agatha elige tener algo de tiempo para sí misma para disfrutar de estar viva nuevamente.

### Década de 2020

#### Las Hijas de la Libertad
Agatha Harkness aparece más tarde como miembro de las Hijas de la Libertad , donde enseñó magia a sus miembros. En el momento en que el Capitán América descubrió que Dryad es una revivida Peggy Carter, Agatha se teletransportó para informarle que las amenazas que enfrentaban las Hijas de la Libertad están relacionadas con la hermana de Aleksander Lukin, Alexa.Agatha luego informó a la última recluta de las Hijas de la Libertad, Shuri, sobre la situación que involucraba a Selene teniendo el alma de Sharon Carter. Luego ella procedió a transportarse a sí misma, a la apariencia de Iron Patriot de Sharon y a Shuri a donde se encuentra Selene.

#### Soles de Medianoche
Durante la batalla con Corina (que ahora se hace llamar Korrosion), se desató una gigantesca explosión de energía debido a la destrucción del Espejo Negro y ni Korrosion ni Agatha Harkness estaban por ningún lado. Más tarde resulta que la explosión los había enviado de regreso a sus mundos natales, a donde pertenecen. Agatha, habiendo recuperado su mejor estado físico y mental, se esconde durante un tiempo mientras se adapta a ser joven nuevamente.

### Restaurando el Darkhold
Después de eliminar a Necrodamus antes de que pudiera lanzar un ataque contra Bruja Escarlata, Agatha va a encontrarse con ella en su nueva tienda de brujería Emporium. Las dos intercambian una pequeña charla antes de que Agatha saque a relucir el tema de Chthon (que estaba sellado dentro de su alma) y el Darkhold (que Wanda había absorbido). Bruja Escarlata cree que es lo suficientemente fuerte como para asumir esta carga, mientras que Agatha cree lo contrario, ya que se ha dado cuenta de varias amenazas que se ciernen en las sombras buscando aprovecharse de Wanda. Luego, las dos tienen una interesante pelea de brujas que termina con Agatha admitiendo la derrota. Sin embargo, parte de la lucha de Agatha Harkness contra Bruja Escarlata fue en secreto sobre obtener acceso al Darkhold atrapado en el alma de Wanda Maximoff. Mientras Bruja Escarlata está ocupada defendiéndose de los ataques, Agatha se deslizó hacia adentro y arrancó el corazón de Chthon.
Durante la historia del "Concurso del Caos", Agatha usa los restos de Chthon para crear un nuevo Darkhold y comienza haciendo que Spider-Man y Wolverine luchen entre sí en la selva amazónica. Wolverine gana porque Spider-Man se contuvo y le da a Agatha el orbe mientras ambos desaparecen.Luego, Iron Man y Tormenta se encuentran peleando entre sí en la Cueva de Cristal Gigante debido al hechizo de Agatha que termina con Tormenta derrotando a Iron Man.La Antorcha Humana es transportado a un tren en movimiento hecho para parecer el infierno donde el hechizo de Agatha hace que la Antorcha Humana y Ghost Rider luchen entre sí. La Antorcha Humana derrota a Ghost Rider mientras Agatha encierra a la Antorcha Humana.Mientras caza al Diablo de Jersey, el Caballero Luna se encuentra con Taegukgi donde el hechizo de Agatha los hace pelear entre sí, lo que termina con el Caballero Luna rindiéndose. Mientras en algún lugar del Triángulo de las Bermudas, Agatha es atacada por demonios que descubrieron que está tratando de recrear el Darkhold. Agatha convoca a Wolverine, Tormenta, Antorcha Humana y Taegukgi para luchar contra ellos.Ghost-Spider lucha contra White Fox en un Haikyu que termina con White Fox ganando. Clea se entera de lo que sucedió por Spider-Man y se dirige a la selva amazónica y descubre que alguien está usando magia del caos. Clea termina lo suficientemente inconsciente como para terminar en el Plano Astral donde se encuentra con Agatha.La magia de Agatha hace que Deadpool y Dylan Brock poseídos por el simbionte Venom luchen entre sí en el parque de atracciones Hopper Land en el Reino Unido, que termina con Venom ganando. Después de una breve batalla con Clea en el Plano Astral, Agatha regresa a su cuerpo en el Triángulo de las Bermudas mientras está en presencia de sus campeones.La magia de Agatha hace que Cíclope y la Capitana Marvel luchen entre sí en un pueblo abandonado de Islandia, que termina con la Capitana Marvel rindiéndose. Clea descubre que Agatha está recreando el Darkhold usando la energía de sus campeones, lo que hace que Spider-Man contacte a Los Vengadores.Cuando los Vengadores llegan al Triángulo de las Bermudas, Agatha libera a sus campeones poseídos contra ellos. La Capitana Marvel y la Bruja Escarlata se encuentran con Agatha mientras intentan razonar con ella. Cuando Agatha deja caer el Darkhold recién creado y la Capitana Marvel lo deja caer, se produce una explosión. El cuerpo de Agatha no se encuentra por ningún lado. En otra playa, Agatha es testigo de cómo el Darkhold adquiere una forma consciente que poco a poco se vuelve poderosa.
Durante la historia de "Blood Hunt", Agatha y la forma humana de Darkhold viajan en un tren de incógnito mientras son perseguidos por la Bruja Escarlata. Agatha se hace pasar por la madre del Darkhold durante el viaje. El Darkhold huye de Agatha y se escapa en un río.

## Poderes y habilidades
Agatha Harkness es una poderosa usuaria de magia.También es una experta en conocimiento arcano.Harkness puede manipular fuerzas mágicas para numerosos efectos invocando seres u objetos existentes en vastas dimensiones tangenciales a la Tierra a través de recitaciones de hechizos, como psicoquinesis, levitación y el aprovechamiento de energía extradimensional.Ella borró los recuerdos de Wanda Maximoff lidiando con sus hijos con un hechizo.Ella mostró poderosas habilidades telepáticas.
Agatha Harkness fue presentada inicialmente como una mujer mayor que se había mantenido viva durante siglos a través de la magia.Sin embargo, un renacimiento místico hace que vuelva a tener unos 30 años.

### Ebony
Agatha tiene un gato negro familiar llamado Ebony.Ella posee la capacidad de transformarse en un gran gato salvaje feroz de gran fuerza, velocidad y garras.Ebony fue sacrificada para que su dueño pudiera obtener poderes precognitivos.Más tarde es resucitada a través de métodos desconocidos.

## Otras versiones

### Ultimate Marvel
La versión de Agatha Harkness del Universo Ultimate hace su debut en Ultimate Fantastic Four como una mujer joven. Aparece por primera vez en el n.° 54, afirmando ser una psicóloga de S.H.I.E.L.D. enviada para evaluar al grupo de expertos del Edificio Baxter.
En el número 56, se revela que era una falsa empleada de S.H.I.E.L.D. y que en realidad es un antiguo ser empático que destruyó Atlantis. Conocido como el Dragón de los Siete o la Hidra, puede existir como una sola criatura o como siete aparentemente separadas. En su forma del grupo de siete personas, se hizo pasar por el grupo de superhéroes Siete de Salem.

## En otros medios

### Televisión
- Agatha Harkness ha aparecido en el episodio "The Sorceress' Apprentice" de la serie animada The Avengers: United They Stand, con la voz de Elizabeth Shepherd.[53]Bruja Escarlata y Visión la visitan en el momento en que Nicholas Scratch y los Siete de Salem la atacan.
- Agatha Harkness ha aparecido en algunos episodios de X-Men: Evolution, con la voz de Pauline Newstone.[53]Mystique la trajo para entrenar a Bruja Escarlata. Más tarde se la ve diciéndole a Rogue y Nightcrawler cómo salvar a Mystique después de que Bruja Escarlata aceptó arreglar un encuentro con Agatha por petición de Nightcrawler.

### Universo cinematográfico de Marvel
Kathryn Hahn interpreta a Agatha Harkness en el Universo cinematográfico de Marvel (MCU) / Disney+, en la miniserie WandaVision (2021) y su spin-off Agatha All Along (2024).Esta versión tiene un conejo mascota llamado Señor Scratchy y anteriormente mató a su aquelarre y a su madre Evanora durante un intento de ejecución fallida.
- En WandaVision (2021), Harkness siente que Wanda Maximoff está creando la comedia ficticia WandaVision dentro de la ciudad de Westview, Nueva Jersey, y llega para investigar. A diferencia de los lugareños, Harkness no cae bajo el control de Maximoff. Durante la mayor parte de la serie, se hace pasar por la vecina entrometida de Maximoff, Agnes, y manipula el "programa" de varias maneras, como lavarle el cerebro y reclutar a un residente de Westview para que se haga pasar por el hermano de Maximoff, Pietro, para confundirla. Finalmente, Harkness revela su verdadera identidad a Maximoff y descubre la fuente de los poderes de este último, concluyendo que posee magia del caos y es el ser mítico conocido como la "Bruja Escarlata". Harkness intenta tomar la magia de Maximoff para sí misma, pero esta última niega su magia antes de atrapar su mente dentro de su identidad de Agnes.
- En Agatha All Along (2024), después de estar atrapada durante tres años, Harkness recupera sus recuerdos y se propone recuperar sus poderes con la ayuda del "Adolescente", Lilia Calderu, Jennifer Kale, Alice Wu-Gulliver y su vecina residente Sharon Davis, para enfrentar las pruebas del legendario Sendero de las Brujas. Después de la muerte de Sharon, ellos recurrieron a otro sustituto, Rio Vidal, una bruja compañera con quien Harkness tiene una historia. Después de enterarse de que el Adolescente es la reencarnación del hijo de Maximoff, Billy, Harkness se sacrifica para salvarlo de Vidal y regresa como un fantasma para ayudarlo a encontrar a su hermano Tommy. Además, los flashbacks revelan que Harkness tenía un hijo, Nicholas Scratch, quién fue asesinado luego de sus intentos fallidos de negociar con la Muerte y así fue como ella continuo asesinando brujas y robando sus poderes engañándolas con la promesa del Sendero de las Brujas, hasta que hoy en día, ella descubrió que el Sendero fue creado por Billy.[57]
- Una versión de la línea de tiempo alternativa de Agatha aparece en la tercera temporada de What If...?.[58]Presentada en el episodio "What If... Agatha Went to Hollywood?", esta versión se convirtió en actriz durante la Edad de Oro de Hollywood, mientras planeaba desviar el poder de los Eternos. Aunque tiene éxito después de desviar el poder de Kingo, ella desarrolla un cambio de opinión cuando decide usar los poderes de los Eternos para derrotar a Arishem y salvar la Tierra. Luego, ella libera a los Eternos y les devuelve sus poderes robados.

### Videojuegos
- Agatha Harkness aparece como una carta jugable en Marvel Snap.[59]
- Agatha Harkness aparece en Marvel's Midnight Suns, con la voz de Courtenay Taylor.[53]